# Бунке, Тамара
Айде Тамара Бунке Бидер (нем. Haydée Tamara Bunke Bider, псевдоним — Таня-партизанка (исп. Tania la Guerrillera); 19 ноября 1937, Буэнос Айрес, Аргентина — 31 августа 1967, Боливия) — латиноамериканская революционерка немецкого происхождения, боец боливийского отряда Че Гевары.

## Ранние годы
Тамара Бунке родилась 19 ноября 1937 года в Аргентине, в семье немецких коммунистов Эрика Бунке и Нади Бидер, бежавших из Германии в 1935 году. В Аргентине родители Тани участвовали в подпольной борьбе, а в 1952 г. семья вернулась в Германию — в ГДР. Окончив в Аргентине с отличием школу, Таня поступила в ГДР сначала в Лейпцигский пединститут, а затем — в Берлинский университет имени Гумбольдта, на факультет философии и литературы. Тамара — яркая натура, в совершенстве владеющая испанским, немецким и русским языками (её мать — родом из России), прекрасная певица, умеющая играть на фортепиано, гитаре, аккордеоне, спортсменка и балерина.
Эрнесто Че Гевара впервые появился в её жизни в декабре 1960 года, когда ей было всего 23. Во время турне по социалистическим странам Гевара посетил лейпцигских студентов-латиноамериканцев, обучавшихся в ГДР. Таня была его переводчицей. 12 мая 1961 года Таня прибывает в Гавану, работает здесь в Министерстве просвещения, учится на факультете журналистики Гаванского университета.
В марте 1963 года на Кубе ей предлагают стать партизанкой-подпольщицей в одной из стран Латинской Америки, где имеется очаг антиимпериалистической революции. В течение последующего года Тамара, теперь уже «партизанка Таня» (в честь Зои Космодемьянской), изучает тайнопись, радиосвязь, правила конспирации. В апреле 1964 г. её забрасывают в Западную Европу на пока не расшифрованную «подпольную работу».

## Боливийский поход
16 ноября 1964 года с фальшивыми документами на имя Лауры Гутьеррес Бауэр, аргентинки немецкого происхождения (теперь она — «аргентинка, дочь аргентинского предпринимателя и немецкой антифашистки, этнограф-любитель»), Таня прибывает в Ла-Пас. Здесь она дает частные уроки немецкого языка, занятия которым способствуют вхождению в контакты со многими важными сановниками, такими как начальник отдела информации президентской службы Гонсало Лопес Муньос, а в дальнейшем — и лично боливийский президент Рене Баррьентос, о степени близости Тани с которым ходили самые разные слухи — так, осенью 1965 года её видели вместе с президентом на выходных в Перу. Знакомства в столь высоких сферах позволили путешествовать по стране, забираясь в самые глухие её уголки, выполняя поручение Че Гевары о подборе места центральной базы будущего очага освободительной войны. Свои поездки в отдаленные районы она объясняет интересом к индейским народным песням (впоследствии при обыске на квартире Тани будет обнаружена собранная ею уникальная коллекция индейского декоративно-прикладного искусства и фольклора). Кроме того, в целях получения боливийского гражданства она вступает в фиктивный брак с молодым боливийским чиновником (не исключено, что рекомендовать ей этот шаг могли как Баррьентос, так и Че — будучи заклятыми врагами и не догадываясь друг о друге).
Таня устраивается ведущей радиопередачи «Советы безответно влюбленным» на радио Санта-Крус, благодаря чему её шифрованные донесения беспрепятственно выходят в открытый эфир.
С января 1966 года Таня принимает кубинских офицеров — ядро будущей партизанской войны, обеспечивает им временное место жительства. Итогом её этнографических поездок стала покупка в июне того же года ранчо Каламина в долине реки Ньянкауасу на юго-востоке страны на имя партизана Роберто «Коко» Передо. Это приобретение обошлось кубинскому Министерству обороны в 25 тысяч долларов (300 тысяч боливийских песо). В конце октября в Боливию с документами на имя уругвайского коммерсанта по имени Рамон Бенитес Фернандес въехал Че Гевара; поскольку реальный Бенитес был на 24 года старше Че, тот был вынужден загримироваться под седого пожилого человека. Скорому получению Геварой боливийской визы способствовало знакомство Тани с Гонсало Лопесом. 7 ноября Че прибыл на ранчо Каламина. Он рассчитывал, что Каламина станет важнейшим звеном партизанской цепи Латинской Америки, которая протянется от Перу до Аргентины.
31 декабря Таня прибыла на Каламину, сопровождая первого секретаря Компартии Боливии Марио «Эстанислао» Монхе. На следующий день, когда выяснилось нежелание постепенно сращивающихся с режимом местных коммунистов поддержать восстание, Че отправляет её в Аргентину на поиски последователей партизанского отряда Масетти. С Таней он передает новогодние пожелания своему отцу, дону Эрнесто, в которых между прочим сказано и о ней: «Свои пожелания я доверил мимолетной звезде, повстречавшейся мне на пути по воле Волшебного короля». Только 5 марта 1967 года Мимолетная Звезда «в гимнастёрке, в брюках и с автоматом» вернулась на Каламину, с ней прибыли аргентинец Сиро «Пеладо» Роберто Бустос, боливиец Мойсес Гевара (не родственник Че) с отрядом примерно в 20 человек, перуанец Хуан Пабло «Чино» Чанг Наварро и французский корреспондент Режи «Дантон» Дебрэ.
Двое добровольцев Мойсеса Гевары дезертировали из отряда и выдали властям в Камири всю информацию о нём, включая описание девушки. В ходе облавы войсками был найден оставленный в этом городе джип Тани с записной книжкой, где были перечислены многочисленные контакты девушки среди разыскиваемых лиц. Полиция провела обыск на квартире владелицы джипа и с огромным удивлением обнаружила фотографии, на которых Таня находилась в обществе Баррьентоса и министра обороны генерала Альфредо Овандо. Общение Тани с партизанами президент расценил как предательство и, по описаниям журналистов, пришёл в ярость. Таня была объявлена в розыск, дальнейшее её общение с боливийской элитой стало невозможно, оставаться в городах инкогнито или пытаться прорваться через границу — слишком опасно. Другого выбора, кроме как стать рядовым бойцом партизанского отряда, у неё уже не было.
Че вынужден был свернуть базовый лагерь и отправиться в горы. 16 апреля Че оставил Таню в отряде из 17 бойцов под командованием Виталио «Хоакина» Акуньи и велел им ждать его трое суток, но встретиться с Мимолетной Звездой ему уже не было суждено. Для уничтожения Хоакина был разработан план операции «Синтия», по имени дочери Баррьентоса.

## Гибель
31 августа девять бойцов, возглавляемые Хоакином, переходили брод индейской цепочкой около пяти вечера без предварительной разведки. «Худенькая блондинка в светло-зеленой кофточке и солдатских брюках маскировочной расцветки, за плечами вещмешок, винтовка в руках над головой» шла третьей. Она находилась на быстрине, в воде выше пояса, когда пуля попала ей в грудь.
Тело Тани было найдено только 6 сентября боливийскими солдатами в трёх километрах от места боя ниже по течению реки. Её лицо было обезображено речными пираньями, и незнакомые с покойницей военные не могли выяснить её личность. К месту находки на вертолёте прибыл Баррьентос и лично опознал давнюю знакомую. Таню привязали к полозу вертолёта и перевезли в Валье-Гранде. Убитых мужчин похоронили без опознавательных знаков, однако Тане президент распорядился отдать полные воинские почести и почтил церемонию своим присутствием.

## Дальнейшие события
Че узнал о гибели Тани 7 сентября, оставив в своем дневнике запись: «Радио Ла Крус дель Сур объявляет об обнаружении трупа Тани-партизанки на берегу Рио-Гранде. Показания не оставляют правдивого впечатления». Свою смерть найдёт 9 октября того же года, отметив ею сороковой день с момента гибели Мимолетной Звезды.
Президент Баррьентос найдёт свою смерть через полтора года, 27 апреля 1969 в авиакатастрофе. После его гибели много лет будут ходить слухи, что его вертолёт был сбит в знак мести за Таню и Че. Его преемником стал вице-президент Луис Салинас. Правление Салинаса продолжалось менее полугода и закончилось путчем, в результате которого страну возглавил также лично знакомый с Таней министр обороны генерал Овандо.
Осенью 1998 года останки Тани были обнаружены на принадлежащем местной воинской части участке кладбища города Вальегранде, где она была захоронена как «неизвестная 27-32 лет, пулевое ранение в грудь». Таню извлекли из могилы, перевезли на Кубу и торжественно захоронили в мавзолее Че Гевары в городе Санта-Клара.
Из всех действующих лиц этой истории сильнее всего повезло генсеку местной компартии Марио Монхе. В течение нескольких месяцев после гибели Тани и Че он бежал в СССР, где был немедленно трудоустроен на профессорскую должность в Институт стран Латинской Америки с выдачей жилплощади в центре Москвы и личного автомобиля, прикреплением к ведомственным поликлиникам ЦК КПСС и ресторанным обслуживанием из тамошнего же буфета. Скончался в Москве 15 января 2019 года на 90-м году жизни.
Собранная Таней коллекция индейского декоративно-прикладного искусства в настоящее время экспонируется в филиале Национального музея Боливии, г. Сукре.

## Слухи
В зарубежной литературе 1970-х гг. неоднократно упоминалась версия о сотрудничестве Тани со спецслужбами Восточной Германии. Вскрытие архивов Штази в начале 1990-х гг. показало отсутствие кадровых либо агентурных документов на неё. Мать Тани Надя (1912—2003) незадолго до своей смерти добилась полного опровержения этого слуха в открытой печати.
Также неоднократно упоминалась возможная беременность Тани на момент гибели. Эта версия с самого начала казалась маловероятной: она была бы на пятом месяце беременности в случае отцовства Гевары, что противоречит всем упоминаниям о ней как о женщине худого телосложения. В случае отцовства Баррьентоса Таня была бы уже на девятом месяце, что вообще поставило бы под сомнение возможность её участия в столь трудном походе. Ряд источников упоминали возможность беременности Тани от лейтенанта отряда Хоакина, афрокубинца по имени Израиль «Браулио» Рейес Сайяс, погибшего вместе с ней. Сорок лет спустя, в 2007 году проводивший вскрытие Тани доктор Авраам Батиста положил конец этим слухам, однозначно заявив об отсутствии у неё каких-либо признаков беременности.
Президент Баррьентос погиб, когда при взлёте из высокогорной деревни Арка (департамент Кочабамба) его вертолёт столкнулся с опорой высоковольтной линии электропередачи. Кроме него, погибли все находившиеся на борту вертолёта, включая охранника и пилота. Это вызвало к жизни версию о том, что летательный аппарат мог быть сбит в знак мести за Таню и Че. Экспертиза показала, что имела место ошибка пилота, однако результаты экспертизы в настоящее время не обнародованы, из-за чего слух о насильственном характере смерти 49-летнего президента периодически появляется в прессе.

## Память

Кубинская монета 1 песо 1989 с изображением Тани Геррильеры.

- В честь Тамары Бунке названа малая планета (2283) Бунке, открытая в 1974 г. советским астрономом Людмилой Журавлёвой.
- В 1972 году на Кубе была выпущена марка в память о Тамаре Бунке.
- В 1989 году Национальный банк Кубы выпустил памятную медно-никелевую монету 1 песо с изображением партизанки Тани Геррильеры на оборотной стороне.
- В 2010 году панк-группа «Электрические партизаны» использовала образ революционерки Тамары Бунке в строках песни «Боливия», посвященной революции в Боливии.
- Ростовский поэт Мария Гурова посвятила Тамаре Бунке стихотворение